# Атамалибеков, Рауф Рашидович
Атамалибеков, Рауф Рашидович (17 октября 1963, Баку) — продюсер, генеральный директор и один из основателей кинокомпании United Multimedia Projects. Член Гильдии Звукооператоров с апреля 1991 года. Член Союза Кинематографистов России с мая 2003 года. Член Российской Киноакадемии «Ника». Член Гильдии кинопродюсеров России, а также группы Международной федерации кинопродюсеров (FIAPF) по защите авторских прав и цифровым технологиям.

## Биография
В 1992 году закончил Ленинградский институт киноинженеров по специальности «звукорежиссёр».
Документальные и художественные проекты Рауфа Атамалибекова удостаивались различных российских и международных наград, в числе которых Серебряный Лев Венецианского фестиваля (документальный фильм «Нефть» режиссёра Мурада Ибрагимбекова), премии «ТЭФИ» (документальный фильм «Фрунзик Мкртчян. История одиночества», режиссёр Маргарита Ловецкая) и «НИКА» («Нефть»). Рауф Атамалибеков является генеральным продюсером, сопродюсером и продюсером пост-продакш 55 кинокартин, телесериалов, документальных и художественных фильмов. Телевизионные сериалы Рауфа Атамалибекова («Одна семья», «Грач», «Возмездие», «Круиз», «Неудача Пуаро» и многие другие) выходили в эфир на Первом канале, телеканале «Россия» и ТВЦ. Последние проекты Рауфа Атамалибекова: «Самый длинный день» (режиссёр Павел Игнатов) и «Одинокий волк Саня» (режиссёр Владимир Мельник) снимаются специально для Первого канала.
Одним из главных приоритетов Рауфа, как руководителя кинокомпании всегда оставались новые технологии кинопроизводства. Именно компания UMP в начале 2000-х годов первой не только в России, но и во всей Восточной Европе закупила самый передовой на тот момент комплекс кинооборудования High Definition. Под руководством Рауфа Атамалибекова анимационный фильм «Возвращение Буратино» был переведён в новый для российского кинопроизводства формат 3D stereo.
В области анимации Рауф Атамалибеков, как продюсер, отдаёт предпочтение именно проектам с российской историей и персонажами. В рамках кинокомпании United Multimedia Projects были созданы и выпущены в прокат полнометражные фильмы «Бабка-Ёжка и другие» (режиссёр Валерий Угаров) и «Новые приключения Бабки-Ёжки» (режиссёры Николай Титов и Октябрина Потапова).
Эти мультипликационные фильмы удостоились множества профессиональных наград в области анимации, включая приз жюри Российского фестиваля анимационного кино в городе Суздаль, приз Московского международного фестиваля детского анимационного кино «Золотая рыбка», приз детского жюри на фестивале отечественного кино «Московская премьера» и Гран-при международного детского фестиваля «Кинотаврик».